# Amalik Bay Archeological District
L'Amalik Bay Archeological District est un district historique américain situé dans le borough de l'île Kodiak, en Alaska. Protégé au sein des parc national et réserve de Katmai, il est inscrit au Registre national des lieux historiques et classé National Historic Landmark depuis le 5 avril 2005.